# Каппа Лебедя
Каппа Лебедя (лат. Kappa Cygni, κ Cyg) — звезда в северном созвездии Лебедя. Обладает видимой звёздной величиной 3,8, благодаря чему доступна для наблюдения невооружённым глазом. В пределах созвездия образует конец левого крыла лебедя. Радиант метеорного потока Каппа-Цигниды расположен в 5° к северу от данной звезды.
Исследование спектра звезды выявило, что она соответствует спектральному классу G9 III, класс светимости 'III' показывает, что звезда исчерпала запас водорода в ядре и перешла на стадию гиганта. Светимость звезды меняется, при этом звёздная величина варьируется в пределах от 0.01 до 0.02 относительно среднего значения. Измеренный угловой диаметр звезды после внесения поправки за потемнение к краю составляет 2.07 ± 0.09 мсд. При оценке расстояния 124,2 св. года, основанной на измерении параллакса, такой угловой диаметр соответствует линейным размерам 8–9 радиусов Солнца. Внешняя оболочка обладает эффективной температурой 4920 K, что соответствует жёлто-оранжевому цвету звезды вблизи перехода от спектрального класса G к классу K.